# 扫描电子显微镜

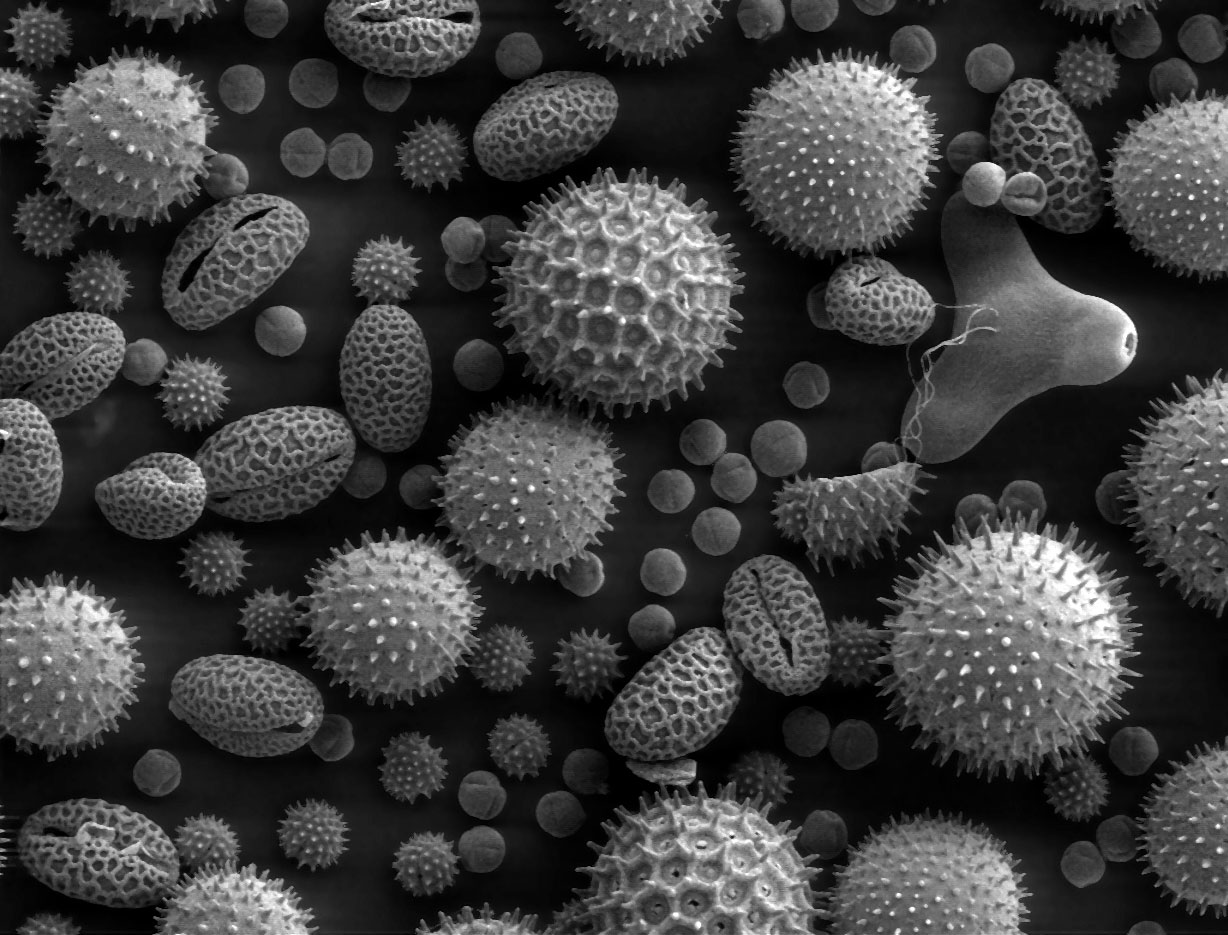
扫描电子显微镜拍摄这些花粉显示了SEM显微照相的景深特点。

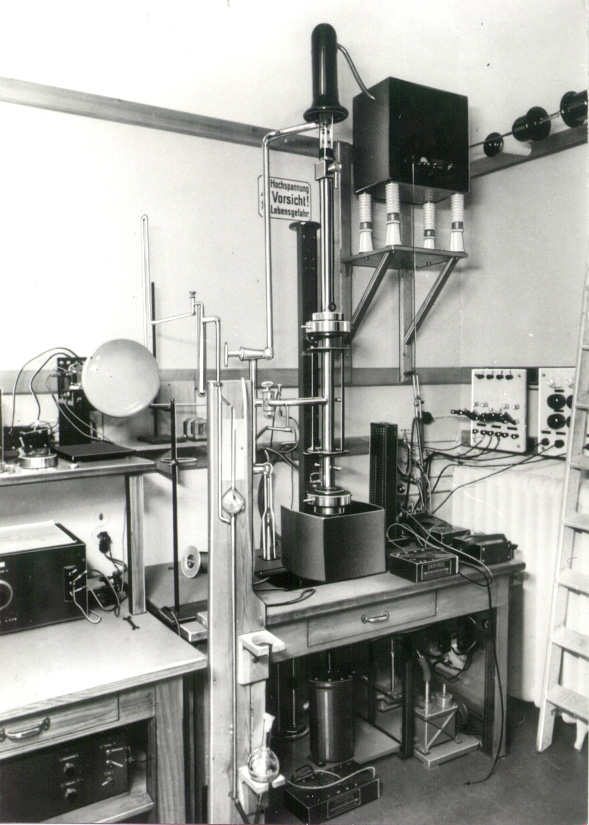
1938年由M. von Ardenne成功开发的第一部扫描电子显微镜（SEM）

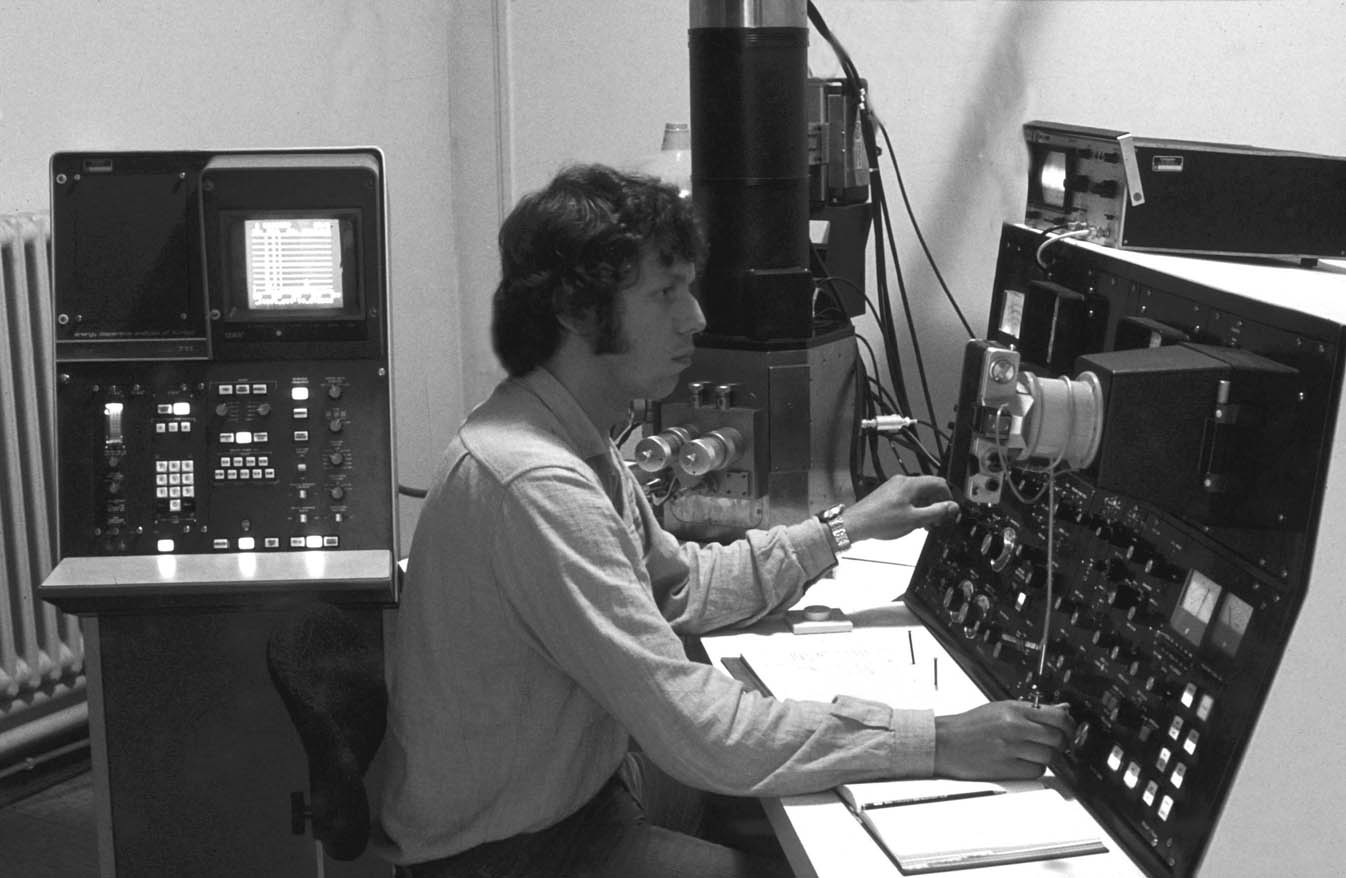
剑桥S150型扫描电镜，位于基尔大学地质研究所，1980年拍摄

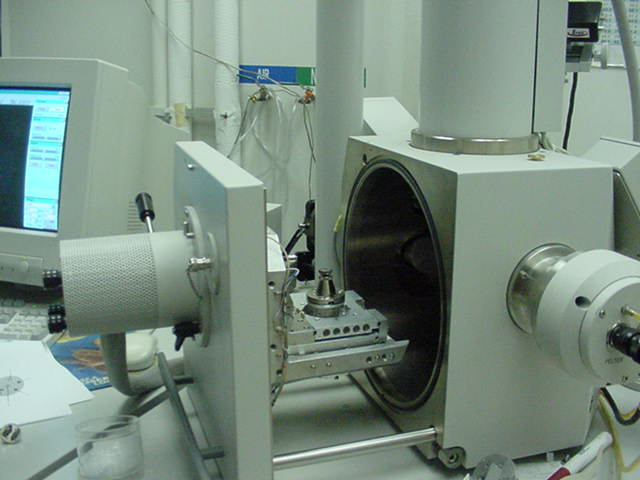
打开的密封室

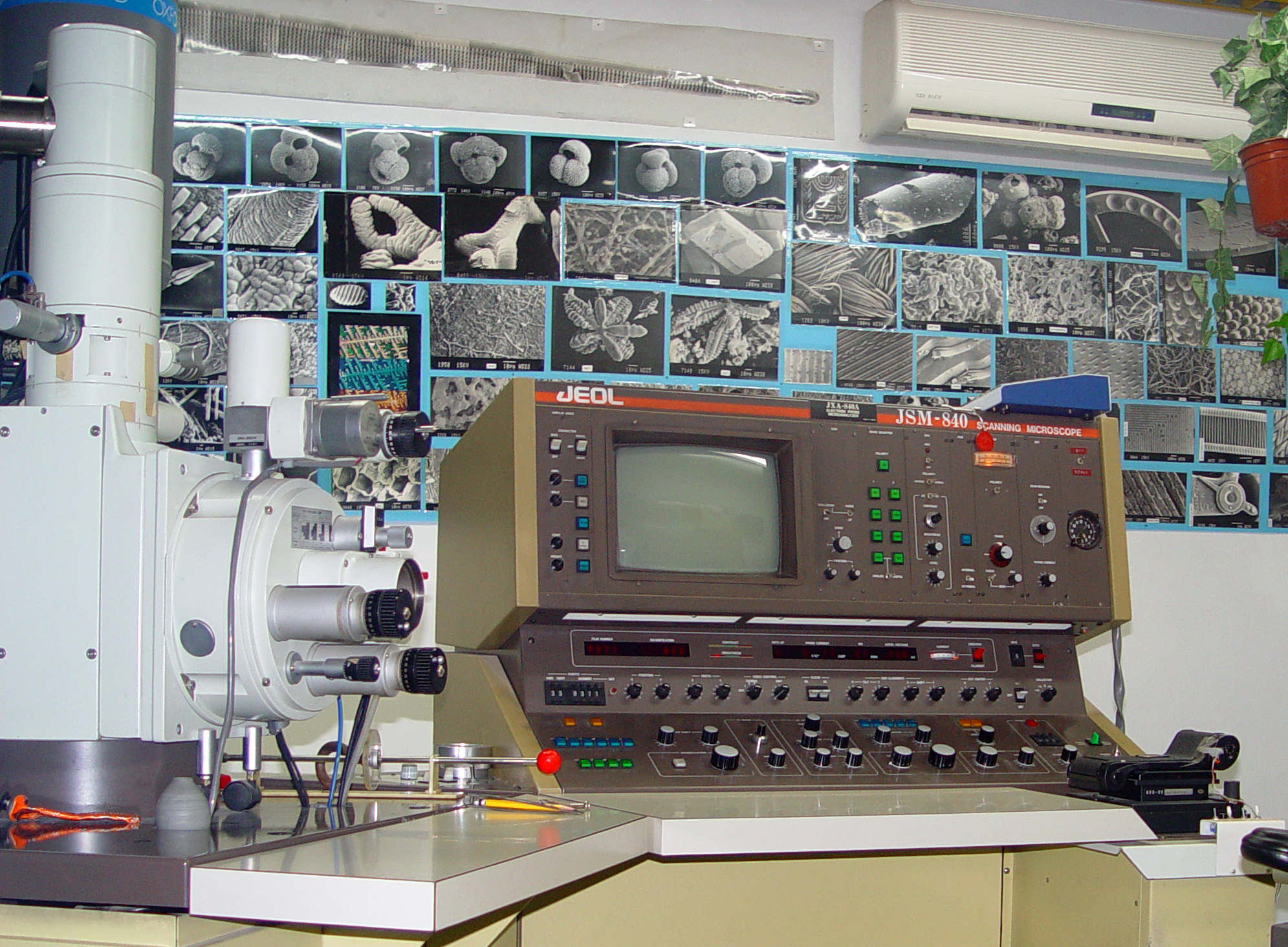
模拟式类型的扫描电子显微镜

扫描电子显微镜（英語：Scanning Electron Microscope，缩写为SEM），简称扫描电镜，是一种通过用聚焦电子束扫描样品的表面来产生样品表面图像的电子显微镜。
显微镜电子束通常以光栅扫描图案扫描。电子与样品中的原子相互作用，产生包含关于样品的表面测绘学形貌和组成的信息的各种信号，信号与光束的位置组合而产生图像。扫描电子显微镜可以实现的分辨率优于1纳米。样品可以在高真空，低真空，湿条件（用环境扫描电子显微镜）以及宽范围的低温或高温下观察到。
最常见的扫描电子显微镜模式是检测由电子束激发的原子发射的二次电子（secondary electron）。可以检测的二次电子的数量，取决于样品测绘学形貌，以及其他因素。通过扫描样品并使用特殊检测器收集被发射的二次电子，创建了显示表面的形貌的图像。它还可能产生样品表面的高分辨率图像，且图像呈三维，鉴定样品的表面结构。

## 结构
扫描电子显微镜由三大部分组成：真空系统，电子束系统以及成像系统。

### 真空系统
真空系统主要包括真空泵和真空柱两部分。真空柱是一个密封的柱形容器。
真空泵用来在真空柱内产生真空。有机械泵、油扩散泵以及涡轮分子泵三大类，机械泵加油扩散泵的组合可以满足配置钨枪的SEM的真空要求，但对于装置了场致发射枪或六硼化镧枪的SEM，则需要机械泵加涡轮分子泵的组合。
成像系统和电子束系统均内置在真空柱中。真空柱底端即为右图所示的密封室，用于放置样品。
之所以要用真空，主要基于以下两点原因：
- 电子束系统中的灯丝在普通大气中会迅速氧化而失效，所以除了在使用SEM时需要用真空以外，平时还需要以纯氮气或惰性气体充满整个真空柱。
- 为了增大电子的平均自由程，从而使得用于成像的电子更多。

### 电子束系统
电子束系统由电子枪和电磁透镜两部分组成，主要用于产生一束能量分布极窄的、电子能量穩定的电子束用以扫描成像。

#### 电子枪
电子枪用于产生电子，主要有两大类，共三种。
一类是利用场致发射效应产生电子，称为场致发射电子枪。这种电子枪极其昂贵，在十万美元以上，且需要小于10−10torr的极高真空。但它具有至少1000小时以上的寿命，且不需要电磁透镜系统。
另一类则是利用热发射效应产生电子，有钨枪和六硼化镧枪两种。钨枪寿命在30～100小时之间，价格便宜，但成像不如另一种明亮，常作为廉价或标准SEM配置。六硼化镧枪寿命介于场致发射电子枪与钨枪之间，为200～1000小时，价格约为钨枪的十倍，图像比钨枪明亮5～10倍，需要略高于钨枪的真空，一般在10−7torr以上；但比钨枪容易产生过度饱和和热激发问题。

#### 电磁透镜
热发射电子需要电磁透镜来成束，所以在用热发射电子枪的SEM上，电磁透镜必不可少。通常会装配两组：
- 汇聚透镜：顾名思义，汇聚透镜用汇聚电子束，装配在真空柱中，位于电子枪之下。通常不止一个，并有一组汇聚光圈与之相配。但汇聚透镜仅仅用于汇聚电子束，与成象会焦无关。
- 物镜：物镜为真空柱中最下方的一个电磁透镜，它负责将电子束的焦点汇聚到样品表面。

### 成像系统
电子经过一系列电磁透镜成束后，打到样品上与样品相互作用，会产生次级电子、背散射电子、俄歇电子以及X射线等一系列信号。所以需要不同的探测器譬如次级电子探测器、X射线能谱分析仪等来区分这些信号以获得所需要的信息。虽然X射线信号不能用于成像，但习惯上，仍然将X射线分析系统划分到成像系统中。
有些探测器造价昂贵，比如Robinsons式背散射电子探测器，这时，可以使用次级电子探测器代替，但需要设定一个偏压电场以筛除次级电子。

## 基本参数

### 放大率
放大率由屏幕照片面积除以扫描面积得到。与普通光学显微镜不同，SEM通过控制扫描区域的大小来控制放大率。如果需要更高的放大率，只需要扫描更小的一块面积即可。所以，SEM中的透镜与放大率无关。

### 景深
在SEM中，位于焦平面上下的一小层区域内的样品点都可以得到良好的匯焦而成像。这一小层的厚度称为景深，通常为几纳米厚，所以SEM可以用于纳米级样品的三维成像。

### 作用体积
电子束实际上不仅与样品表层原子发生作用，而是与一定厚度范围内的样品原子发生作用，所以存在一个作用体积。作用体积的厚度因信号的不同而不同：
- 俄歇电子：0.5～2纳米。
- 次级电子：5λ，对于导体，λ=1纳米；对于绝缘体，λ=10纳米。
- 背散射电子：10倍于次级电子。
- 特征X射线：微米级。
- X射线连续谱：略大于特征X射线，也在微米级。

### 工作距离
工作距离指从物镜到样品最高点的垂直距离。如果增加工作距离，可以在其他条件不变的情况下获得更大的场深。如果减少工作距离，则可以在其他条件不变的情况下获得更高的分辨率。通常使用的工作距离在5毫米到10毫米之间。

## 用途

### 成像
次级电子和背散射电子可以用于成像，兩者用處不一，前者多用在顯示物體表面起伏，後者則是用在顯示物體原子序的差異。

### 表面分析
俄歇电子、特征X射线、背散射电子的产生过程均与样品原子性质有关，所以可以用于成分分析。但由于电子束只能穿透样品表面很浅的一层（参见作用体积），所以只能用于表面分析。
表面分析以特征X射线分析最常用，所用到的探测器有两种：能谱分析仪与波谱分析仪。前者速度快但精度不高，后者非常精确，可以检测到“痕迹元素”的存在但耗时太长。

## SEM成象的图库

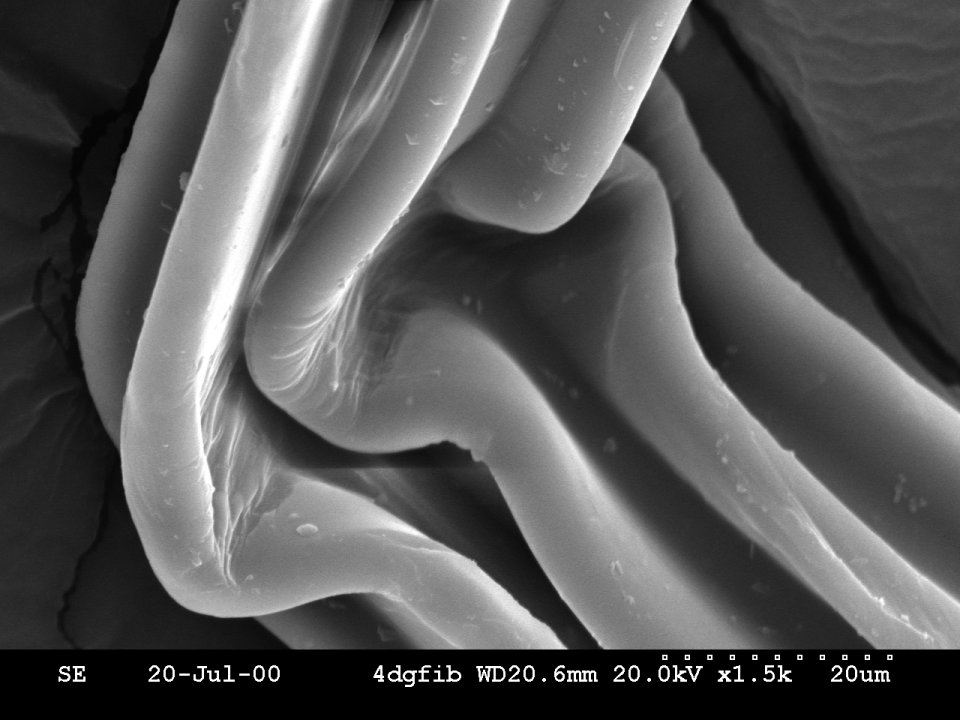
七层聚酯纤维片
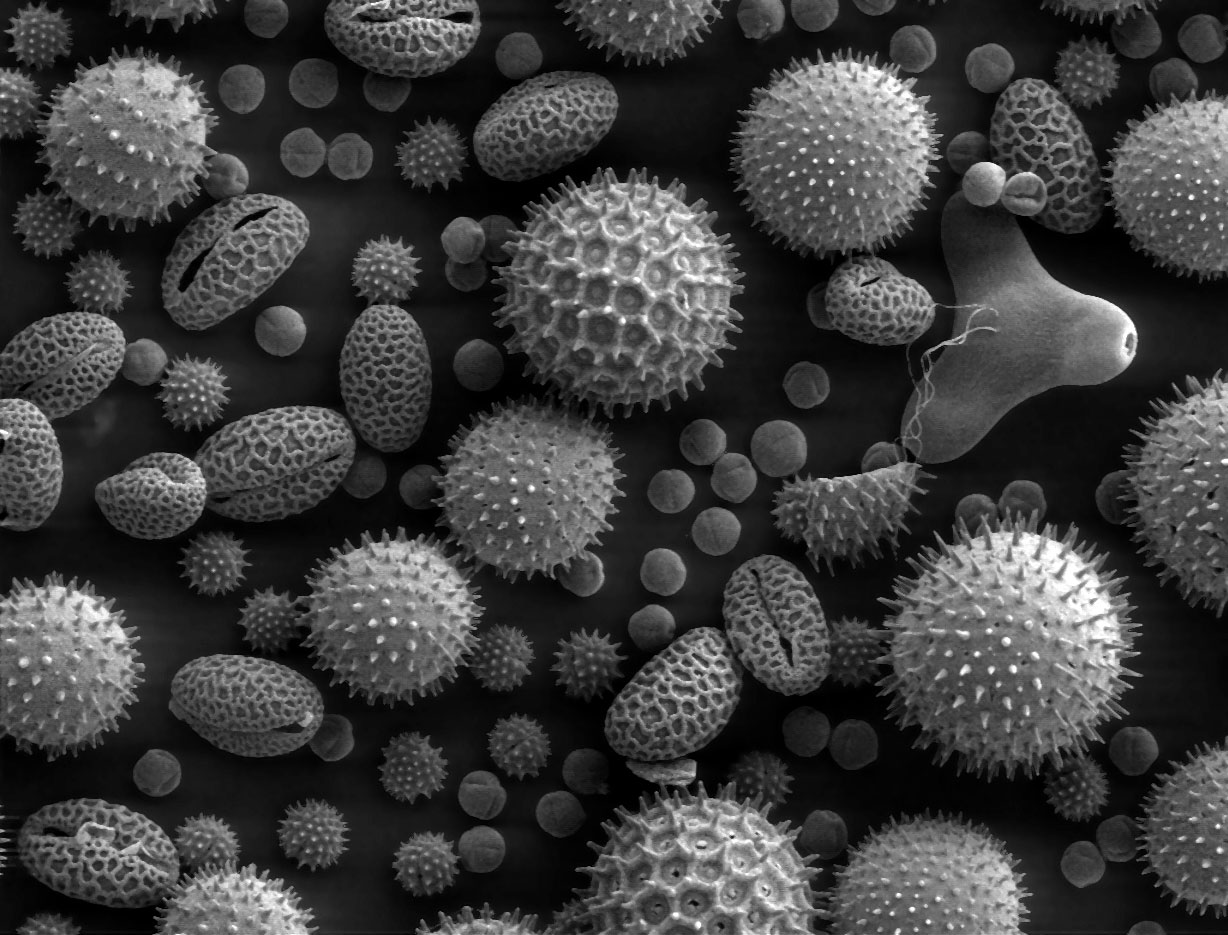
花粉
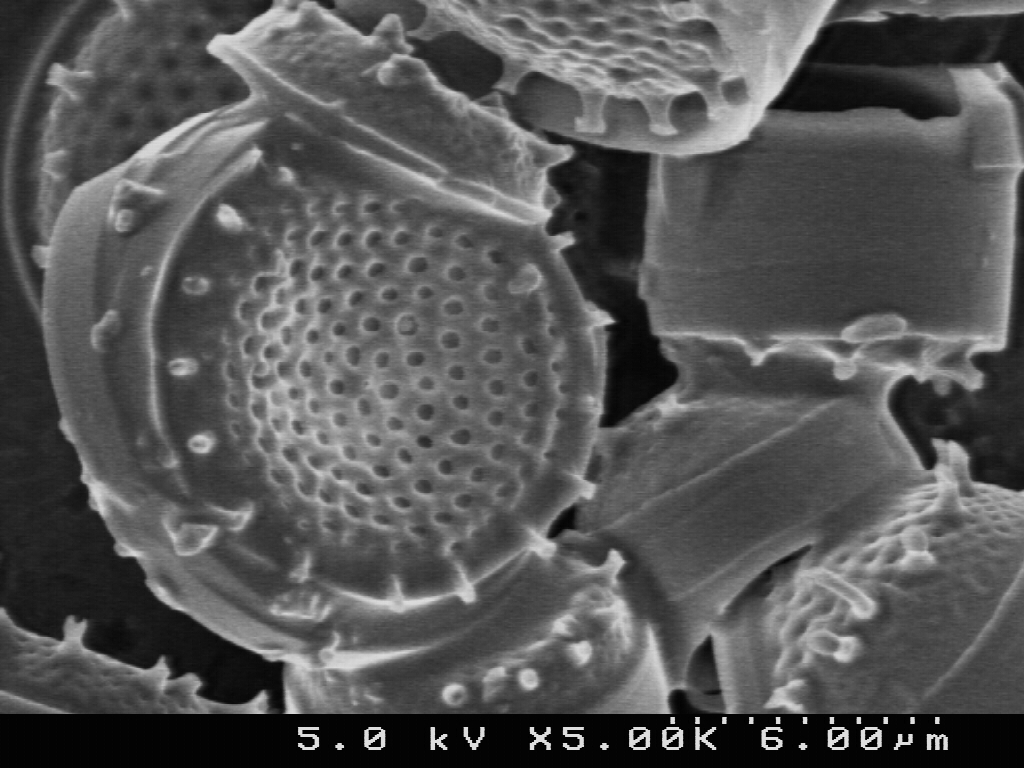
放大5000倍的硅藻.
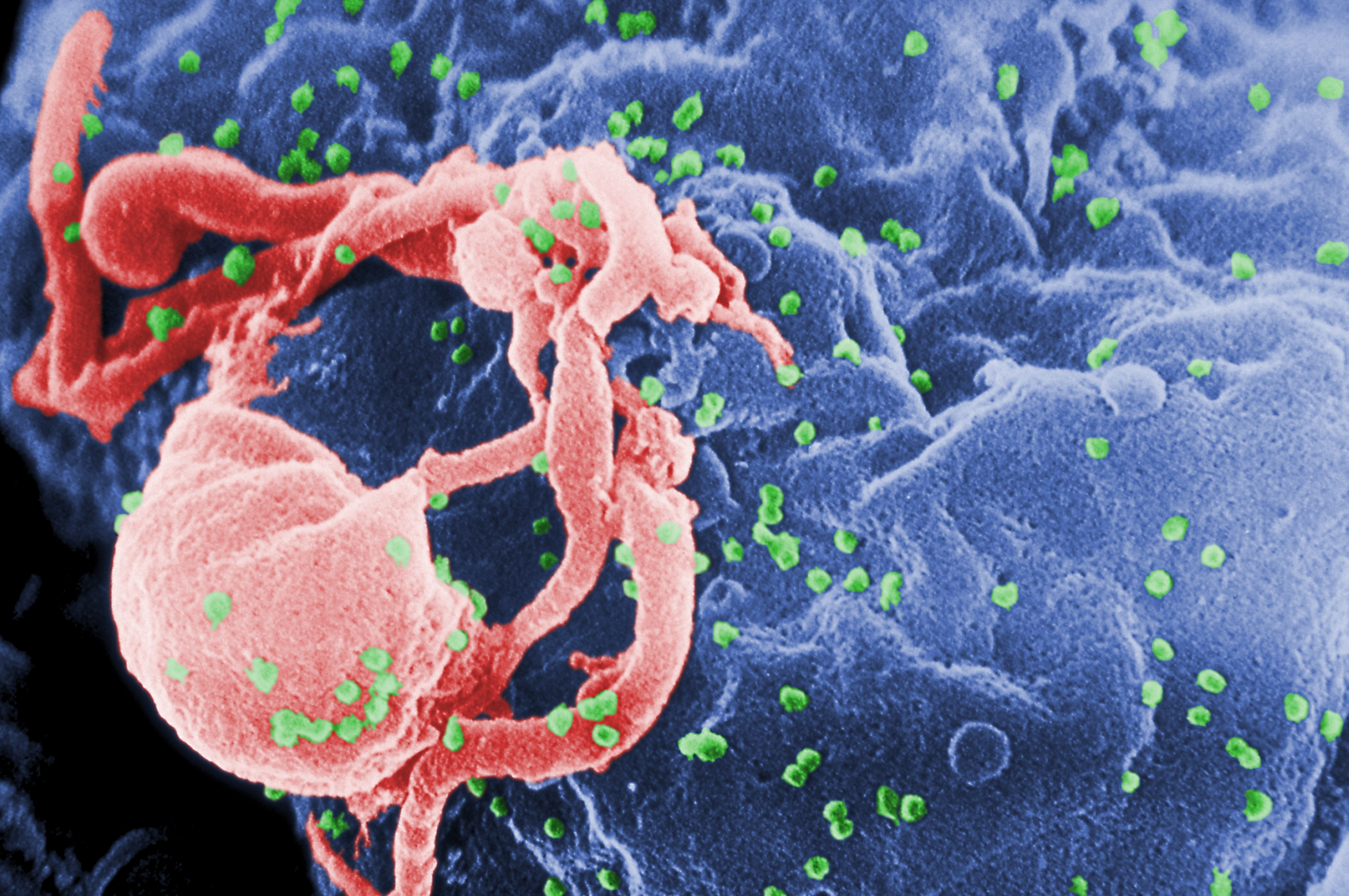
愛滋病毒
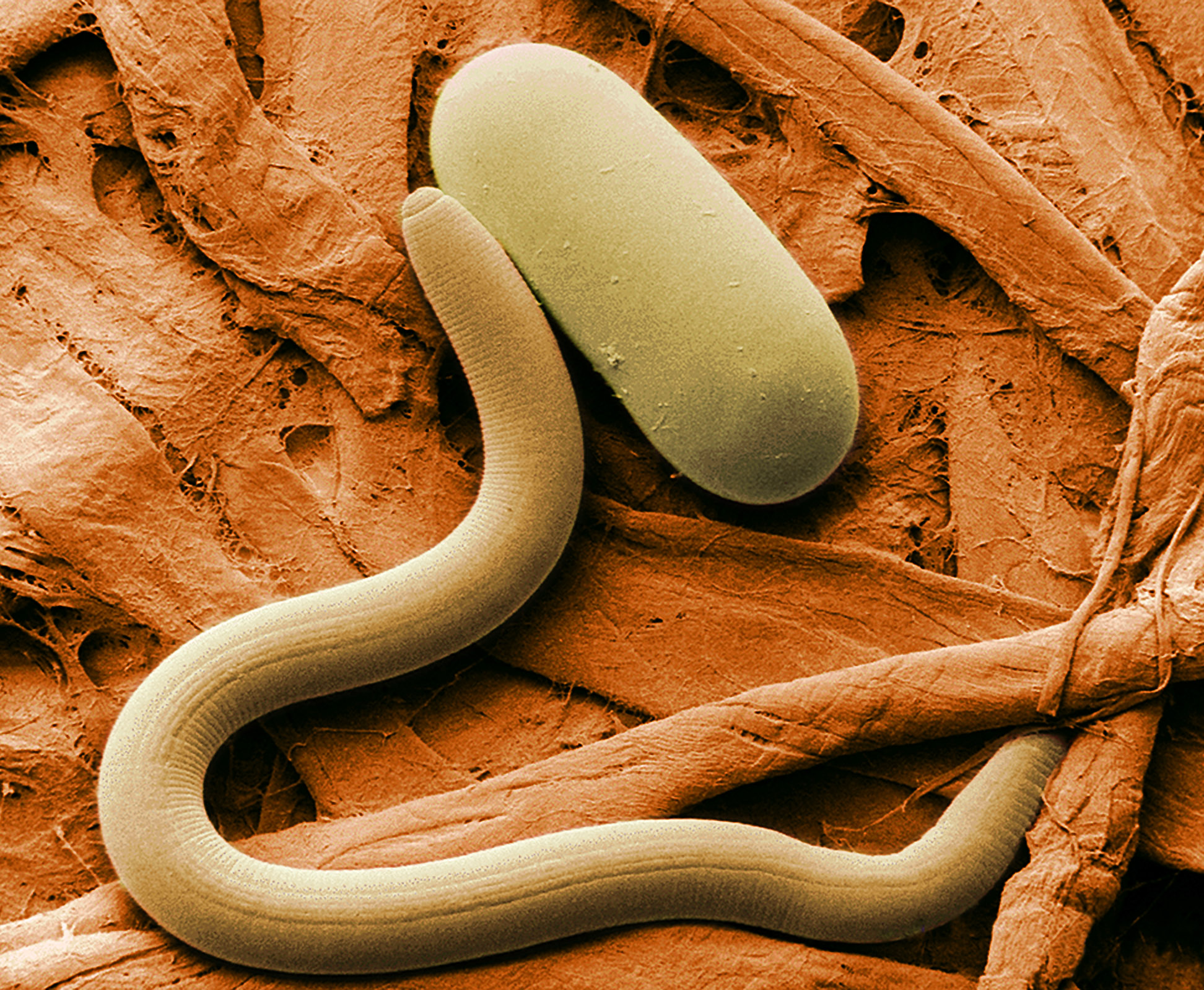
人工上色的大豆囊线虫及卵
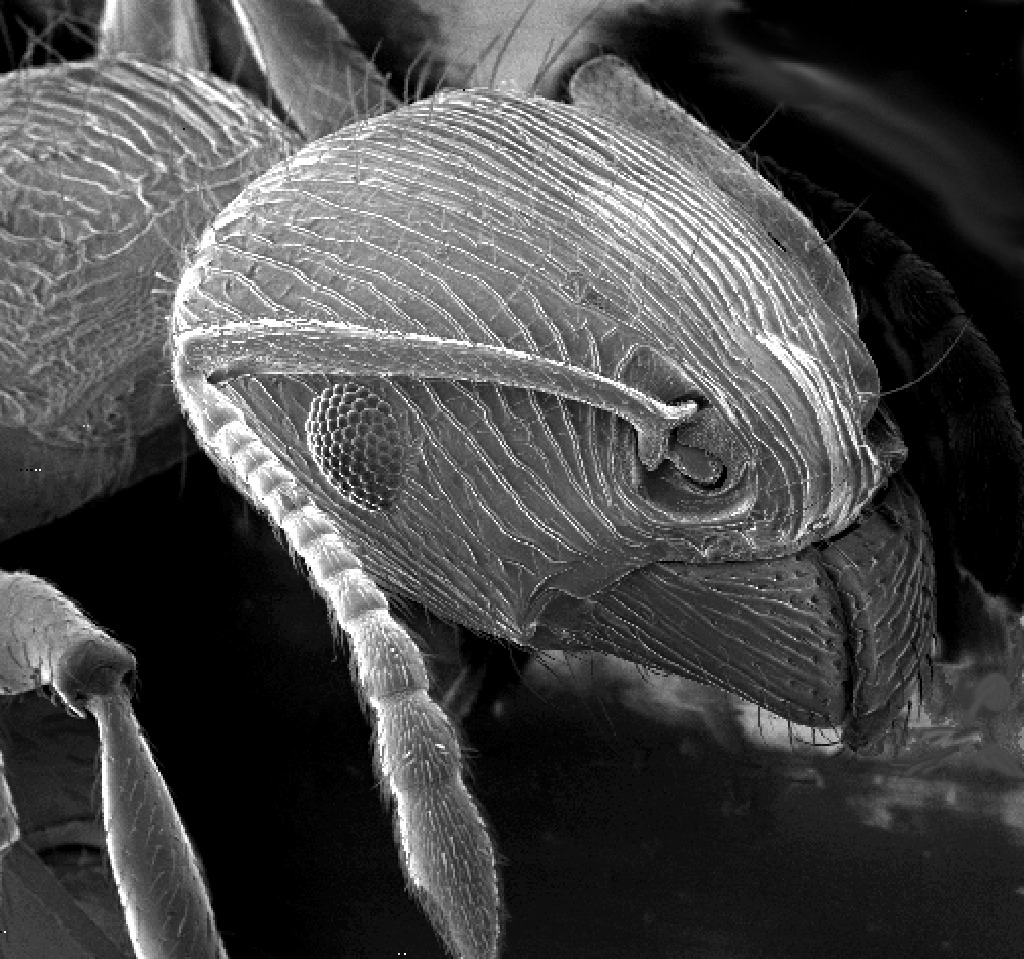
蚂蚁头部
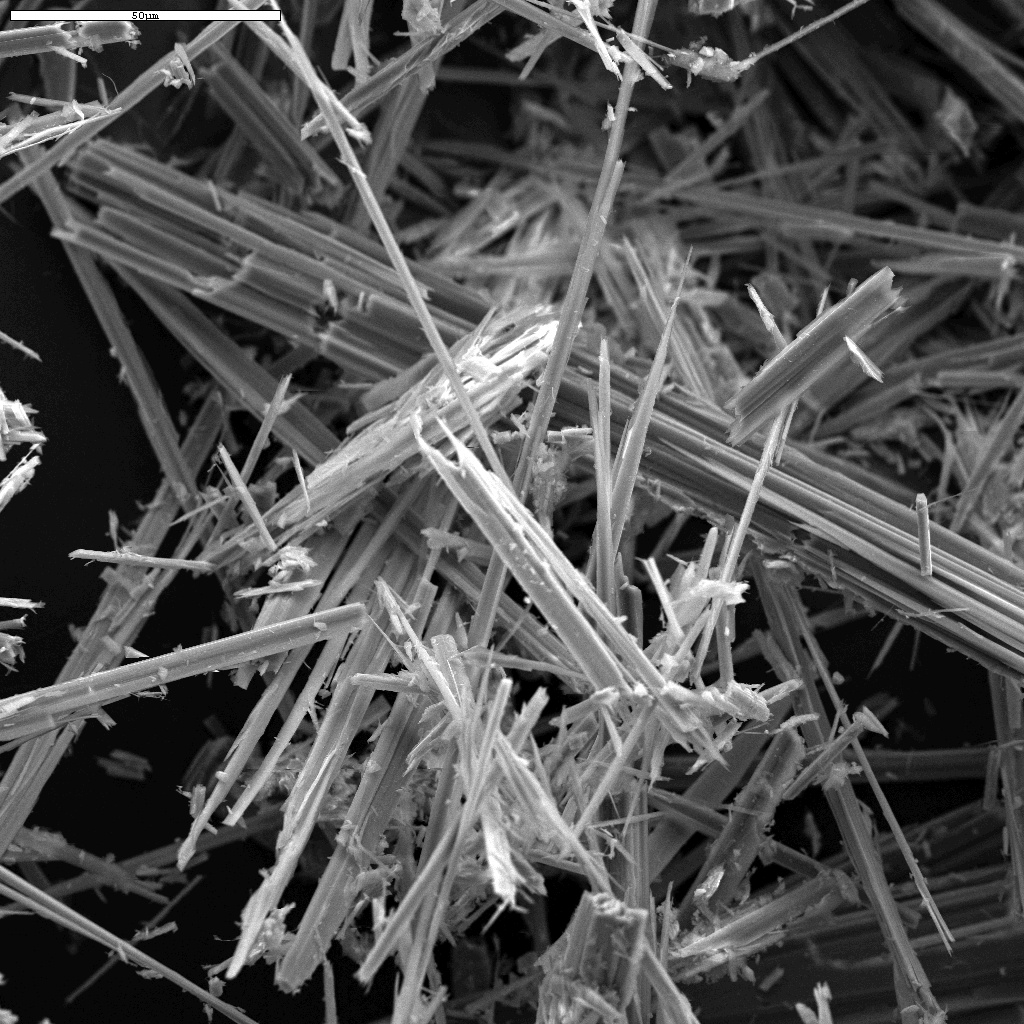
石棉纤维
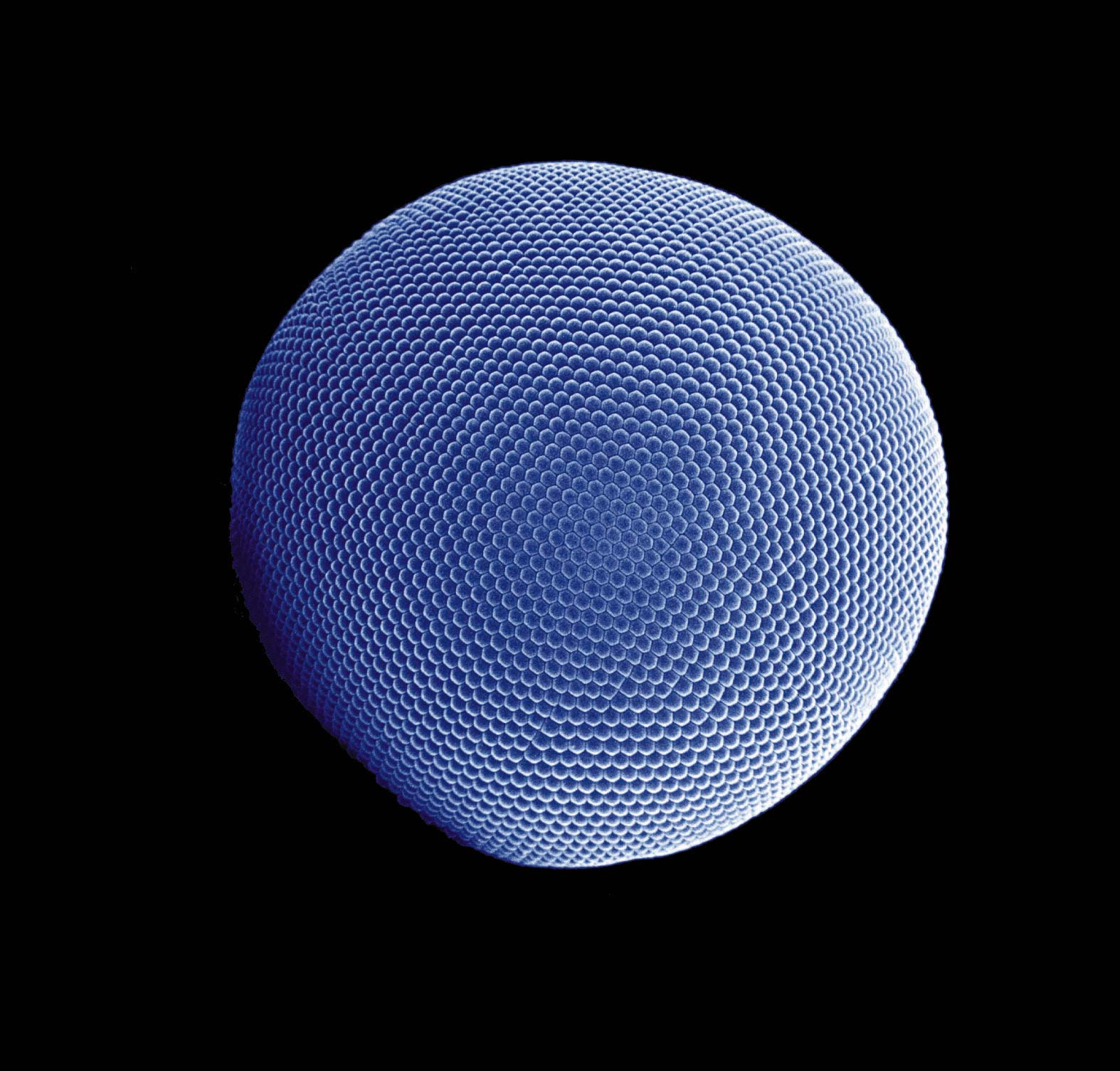
南极磷虾的复眼
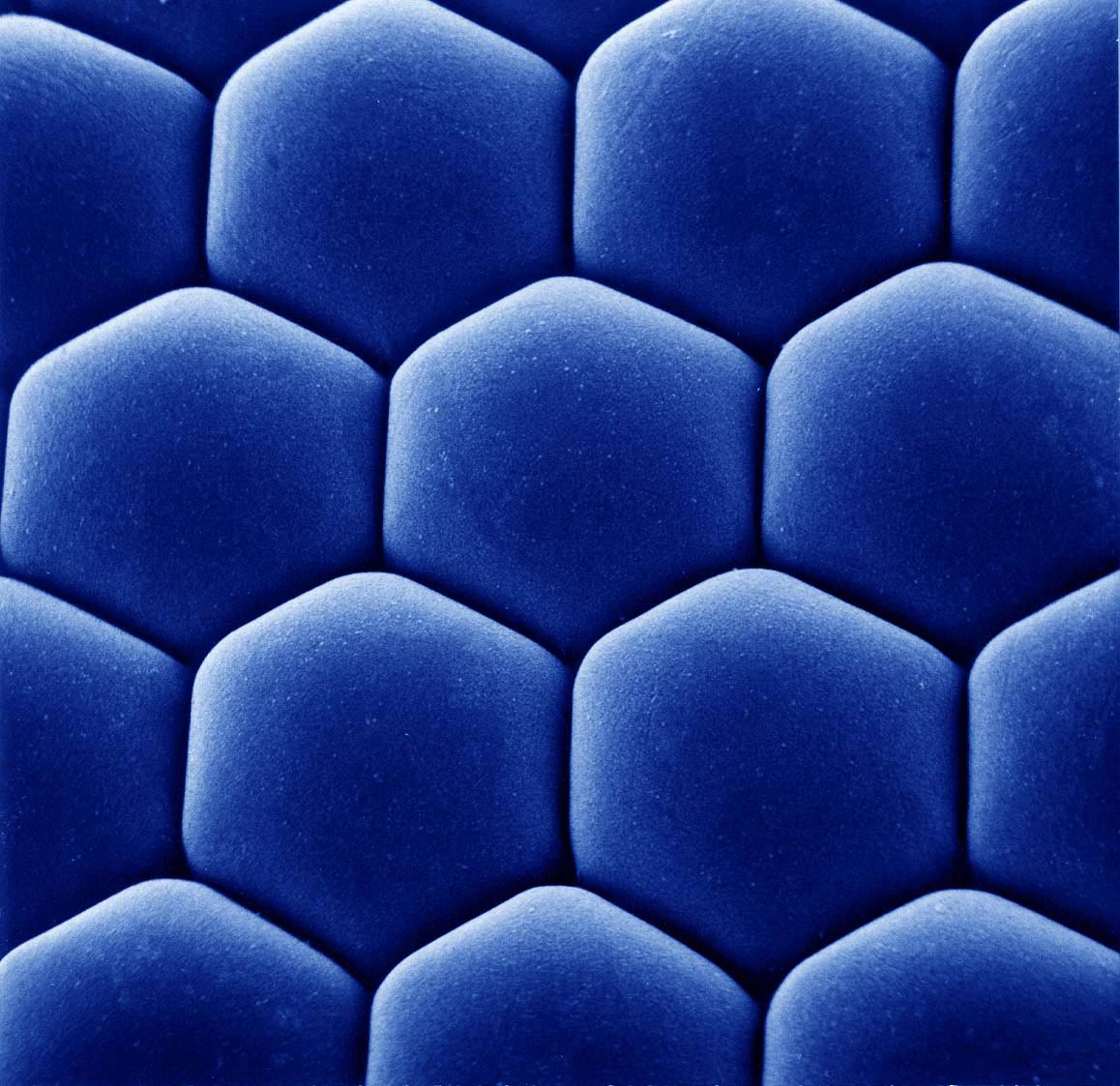
南极磷虾的小眼, 磷虾眼睛更高分辨率的照片。色彩照片。
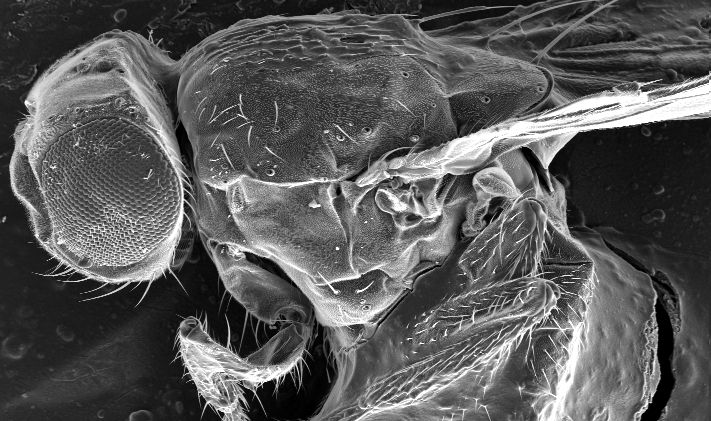
果蝇上身
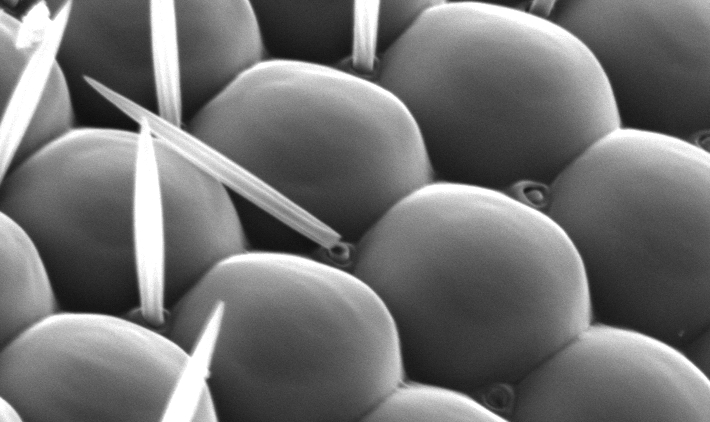
果蝇复眼
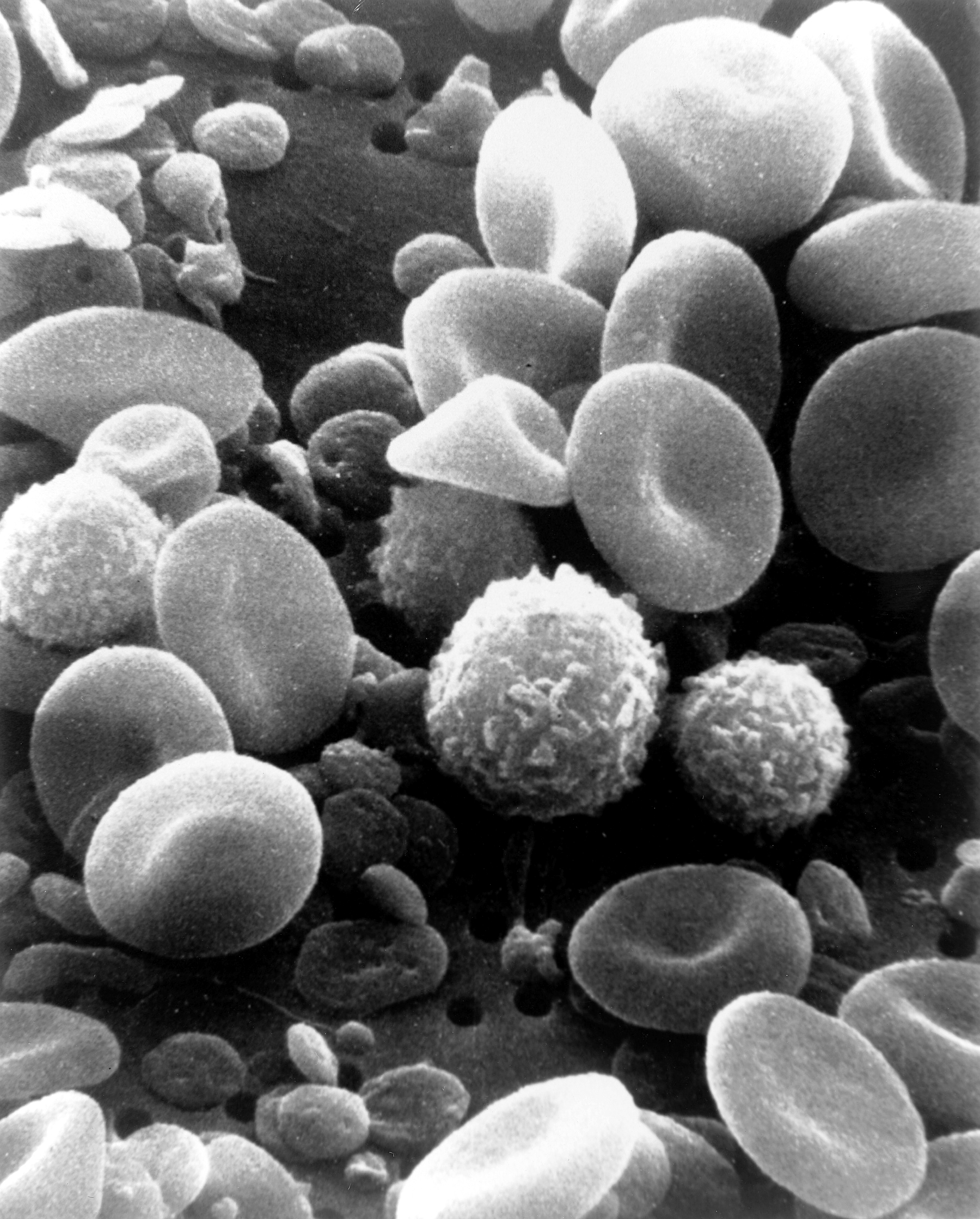
人类白细胞
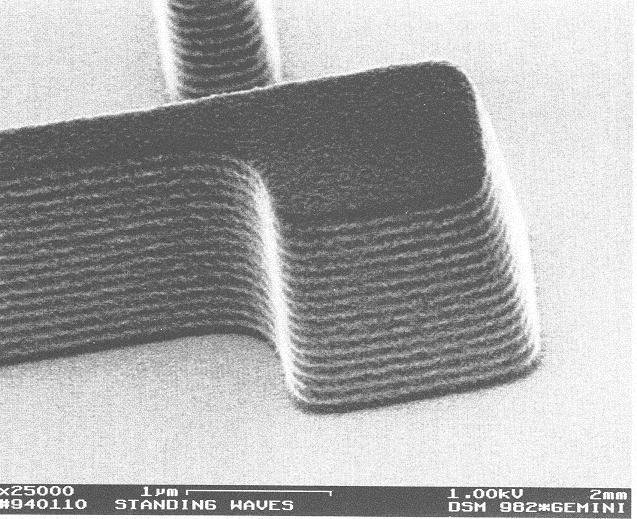
在场电子发射（英语：Field electron emission）SEM上进行的半导体制造中使用的光刻胶层的SEM图像。这些SEM的高分辨率能力对于半导体工业是重要的。
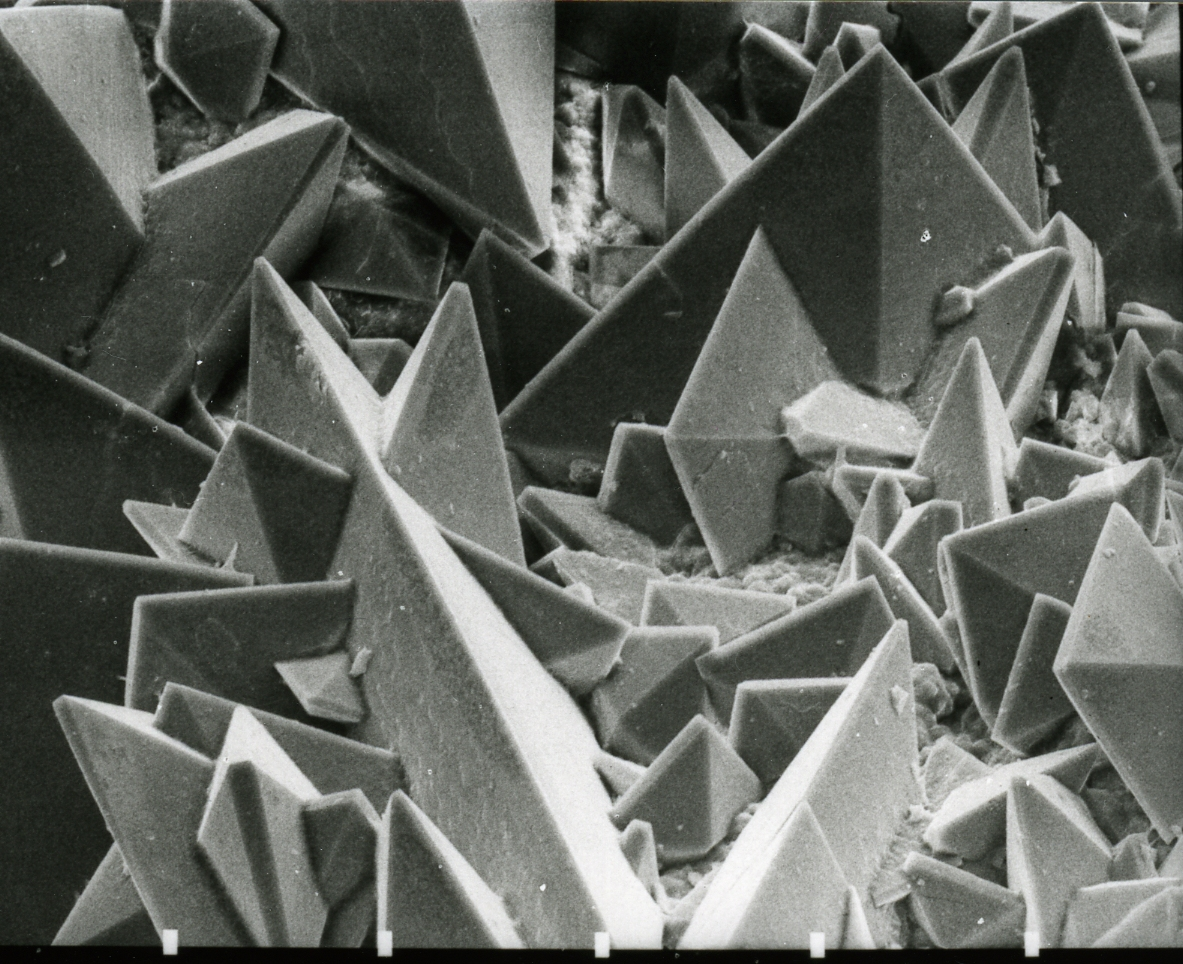
肾结石表面的SEM图像, 显示从石头的无定形中心部分出现的Weddellite（草酸钙二水合物）的四方晶体。 图片的水平长度表示图案原物体0.5mm。
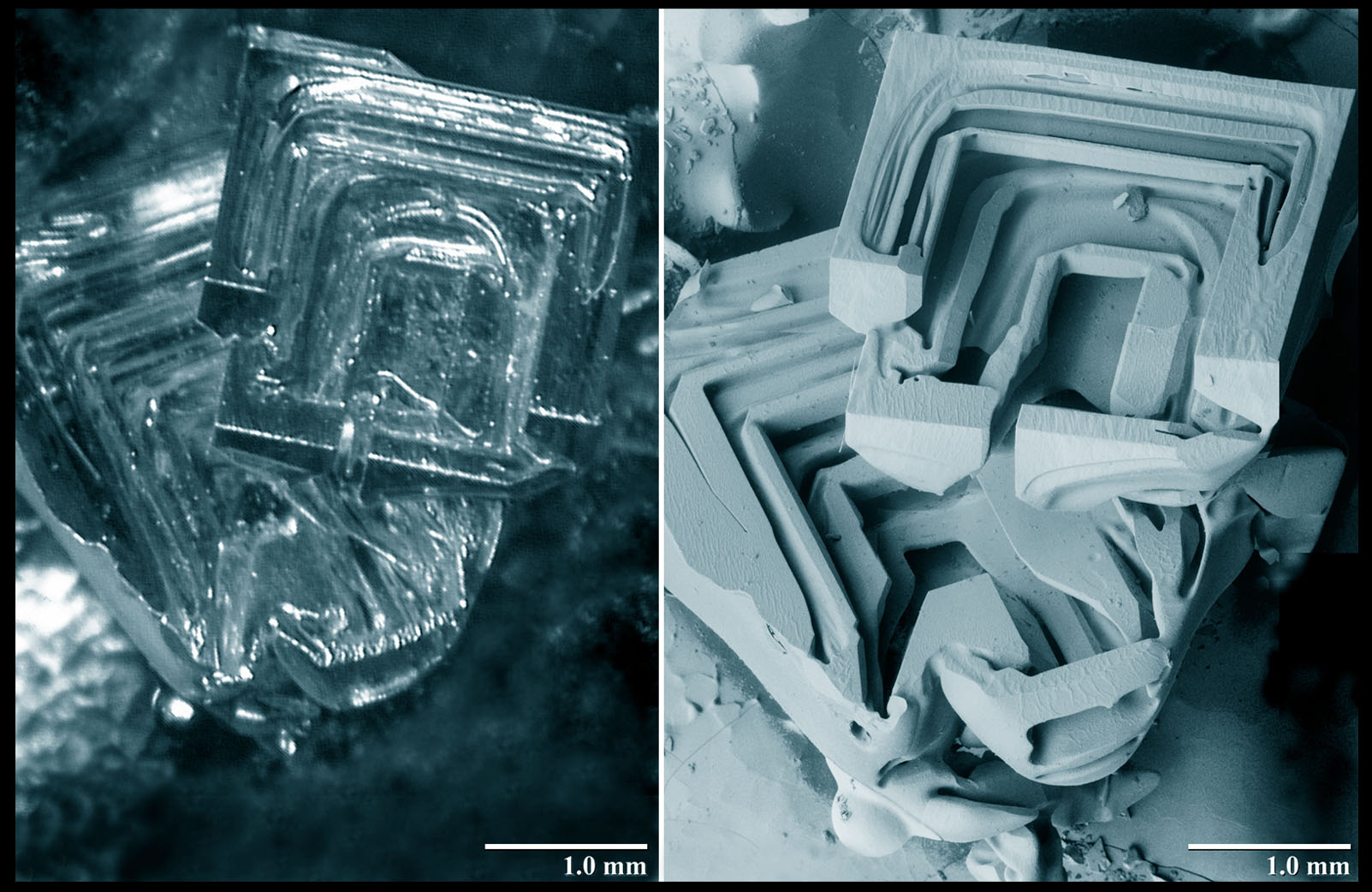
通过光学显微镜（左）和SEM图像（右）观察到的相同深度的两个图像的雪花晶体。注意SEM图像如何允许清楚地感知精细结构细节，其在光学显微镜图像中难以完全得到。
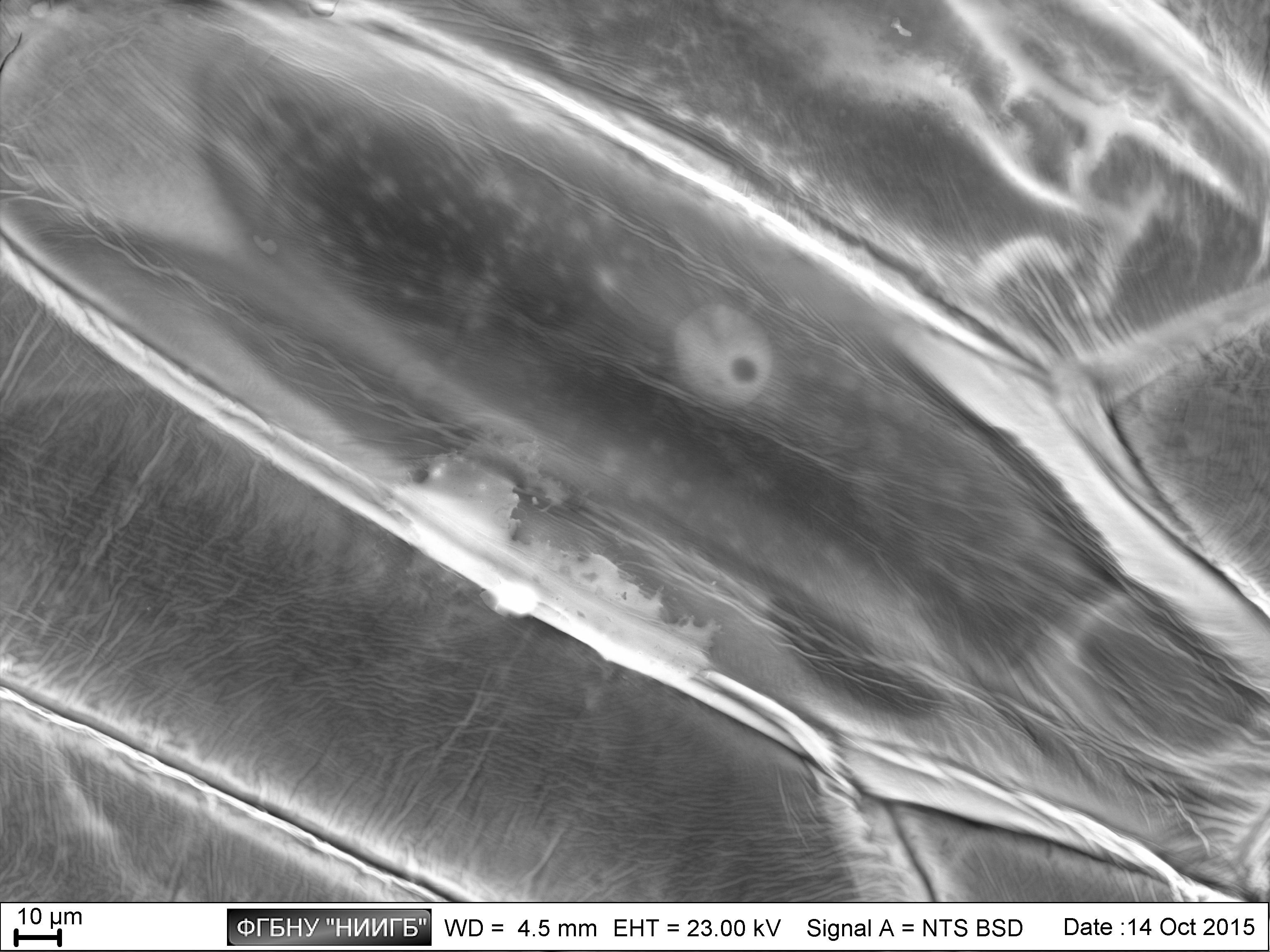
在洋葱片内表面的表皮细胞。在shagreen样细胞壁下面，可以看到细胞核和漂浮在细胞质中的小细胞器。镧系染色样品的BSE图像在没有预先固定，脱水或溅射的情况下拍摄。
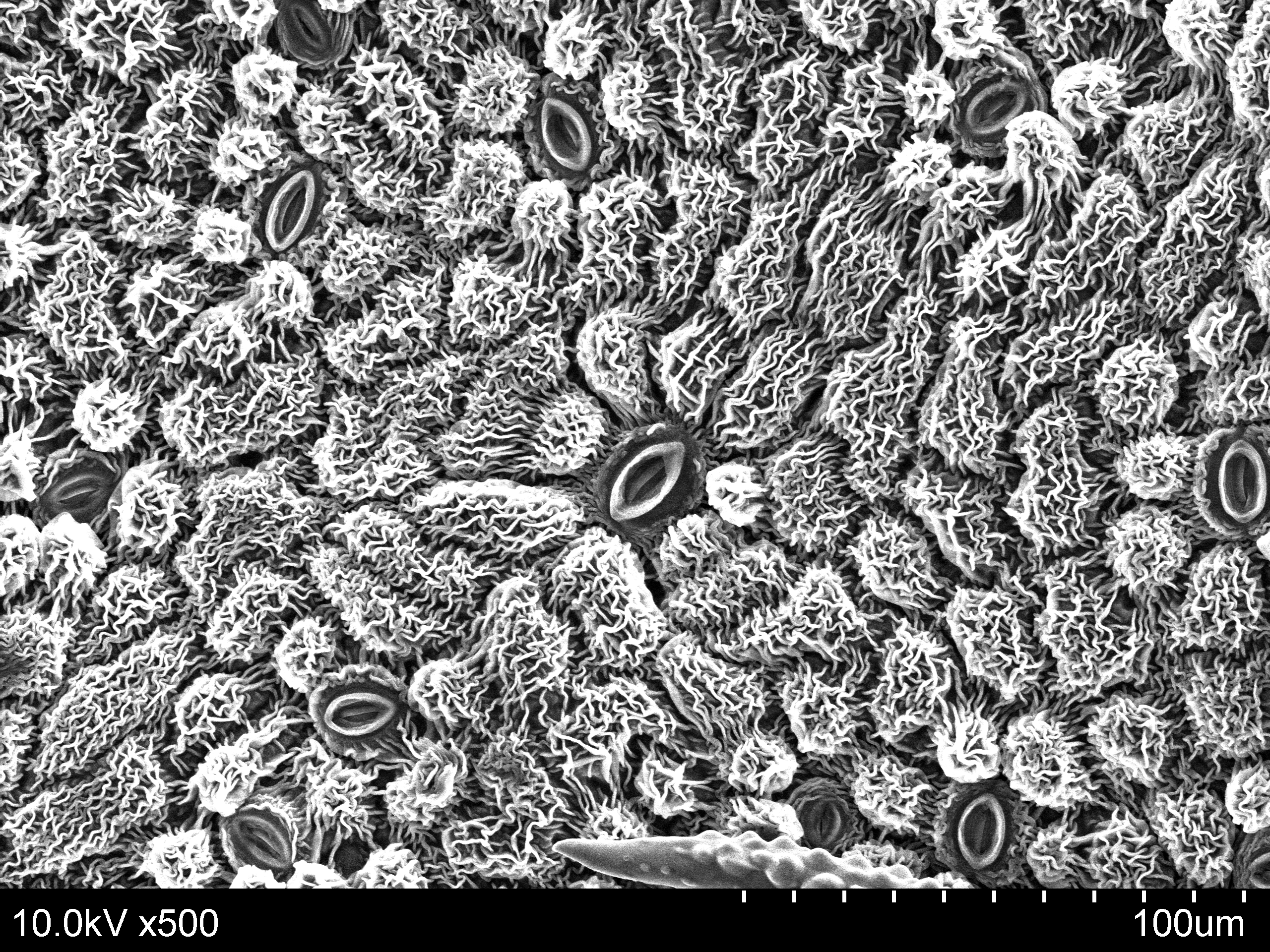
叶片背面的气孔。